# Cercospora caricis
Cercospora caricis är en svampart som beskrevs av Dearn. & House 1892. Cercospora caricis ingår i släktet Cercospora och familjen Mycosphaerellaceae.   Inga underarter finns listade i Catalogue of Life.